# غلوغوس
غلوغوس (بالإنجليزية: Glogghüs)‏ هو أحد جبال سلسلة جبال الألب أوري ويقع في كانتون برن/كانتون أوبفالدن في سويسرا. يحتل المرتبة رقم 314 في قائمة جبال سويسرا من حيث الارتفاع، إذ يبلغ ارتفاعه حوالي 2534 متر، بينما يبلغ ارتفاع نتوء الجبل 554 متر.